# Labubu
Labubu is een personage uit de designer-toy-serie The Monsters, ontworpen door de Hongkongse kunstenaar Kasing Lung. Het figuurtje is sinds 2018 bijzonder populair geworden binnen de wereld van verzamelobjecten, met name in Aziatische landen en in toenemende mate ook in Europa, waaronder Nederland en België. Labubu wordt geproduceerd door het speelgoedbedrijf Pop Mart, dat bekendstaat om het uitbrengen van gelimiteerde verzamelseries in zogeheten blind boxes.

## Oorsprong en ontwerp

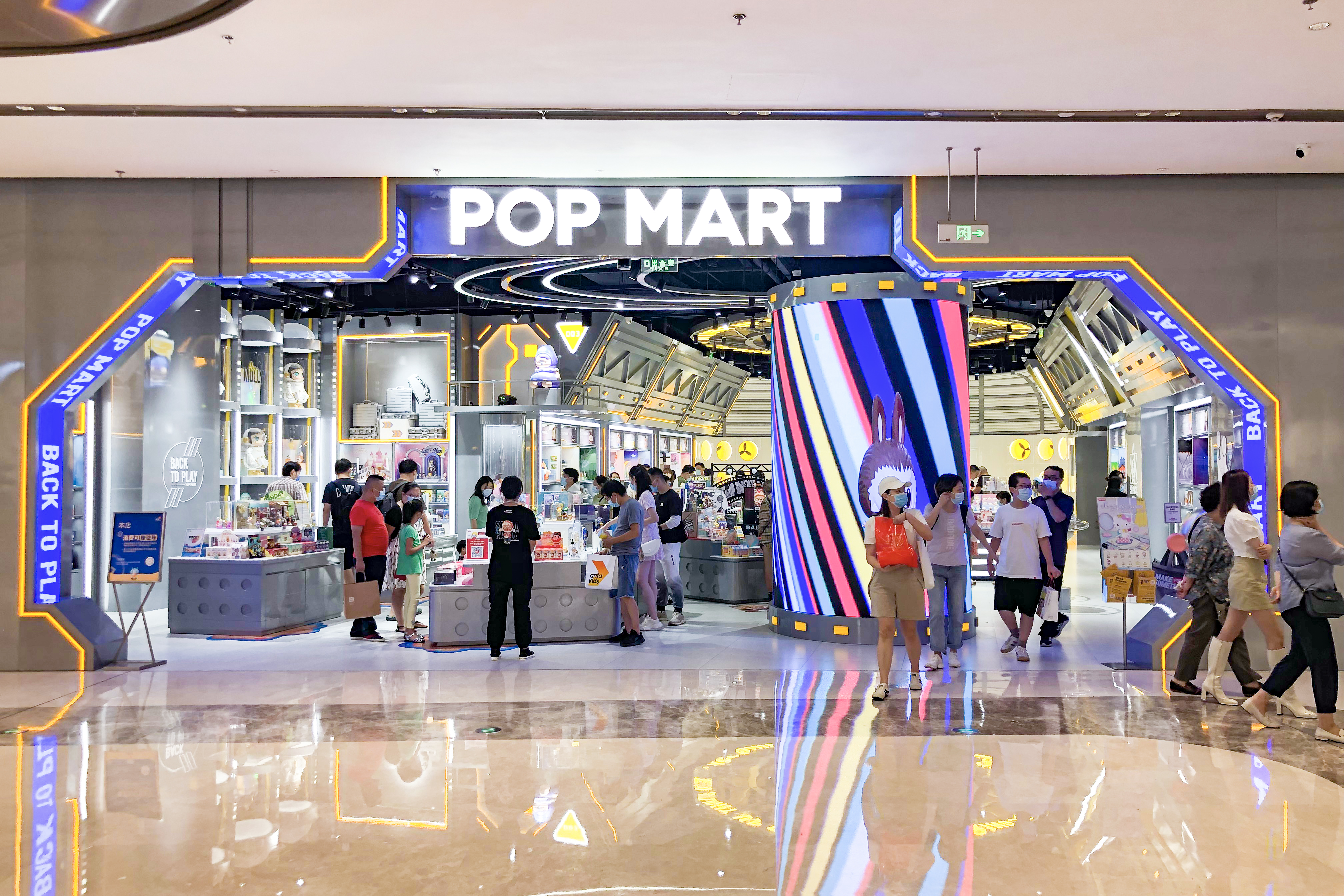
Labubu-poppen worden sinds 2019 verkocht door Pop Mart.

Labubu is oorspronkelijk ontstaan uit de illustraties van de Belgisch-Chinese kunstenaar Kasing Lung, die eerder bekend werd met zijn kinderboeken. Het personage maakt deel uit van een fantasierijke wereld die wordt bevolkt door 'monsters' met kinderlijke en ondeugende trekjes.
Labubu heeft een herkenbaar uiterlijk met scherpe tanden, grote ogen en puntige oren. Hoewel het figuurtje eruitziet als een monster, wordt het vaak als schattig en aandoenlijk ervaren door verzamelaars. De stijl is een combinatie van donker sprookjesachtig en speels, wat aansluit bij de visuele identiteit van andere designer toys uit Oost-Azië.

## Verzamelaarscultuur
Labubu is onderdeel van het assortiment van Pop Mart, dat bekendstaat om zijn gelimiteerde en thematische reeksen speelgoedfiguren. Elk Labubu-figuur zit verpakt in een blind box, wat betekent dat de koper van tevoren niet weet welke variant hij ontvangt. Sommige versies zijn zeldzaam en worden verhandeld voor hoge bedragen op de tweedehandsmarkt. De figuren zijn vooral populair onder volwassen verzamelaars.
Pop Mart bracht tientallen Labubu-series uit, waaronder:
- Labubu the Fairy Tale Series
- Labubu the Circus Series
- The Monsters × Minions
- Labubu Artist Series (met bijzondere ontwerpen van Kasing Lung zelf)
- Labubu Time Travel
- Labubu Outdoor Diary

## Kritiek en speculatie
Hoewel Labubu populair is als kunstobject en verzamelitem, is er ook kritiek op de commercialisering en de zogenaamde flipping culture: het opkopen van grote aantallen blind boxes om zeldzame figuren te verkrijgen en door te verkopen met flinke winst. Hierdoor worden sommige releases minder toegankelijk voor reguliere fans.